# Sceliphron madraspatanum
Sceliphron madraspatanum är en biart som först beskrevs av Johan Christian Fabricius 1781.
Sceliphron madraspatanum ingår i släktet Sceliphron och familjen grävsteklar.

## Underarter
Arten delas in i följande underarter:
- Sceliphron madraspatanum andamanicum
- Sceliphron madraspatanum conspicillatum
- Sceliphron madraspatanum formosanum
- Sceliphron madraspatanum kohli
- Sceliphron madraspatanum madraspatanum
- Sceliphron madraspatanum pictum
- Sceliphron madraspatanum sutteri
- Sceliphron madraspatanum tubifex